# Cinclodes
Cinclodes là một chi chim trong họ Furnariidae.

## Hình ảnh

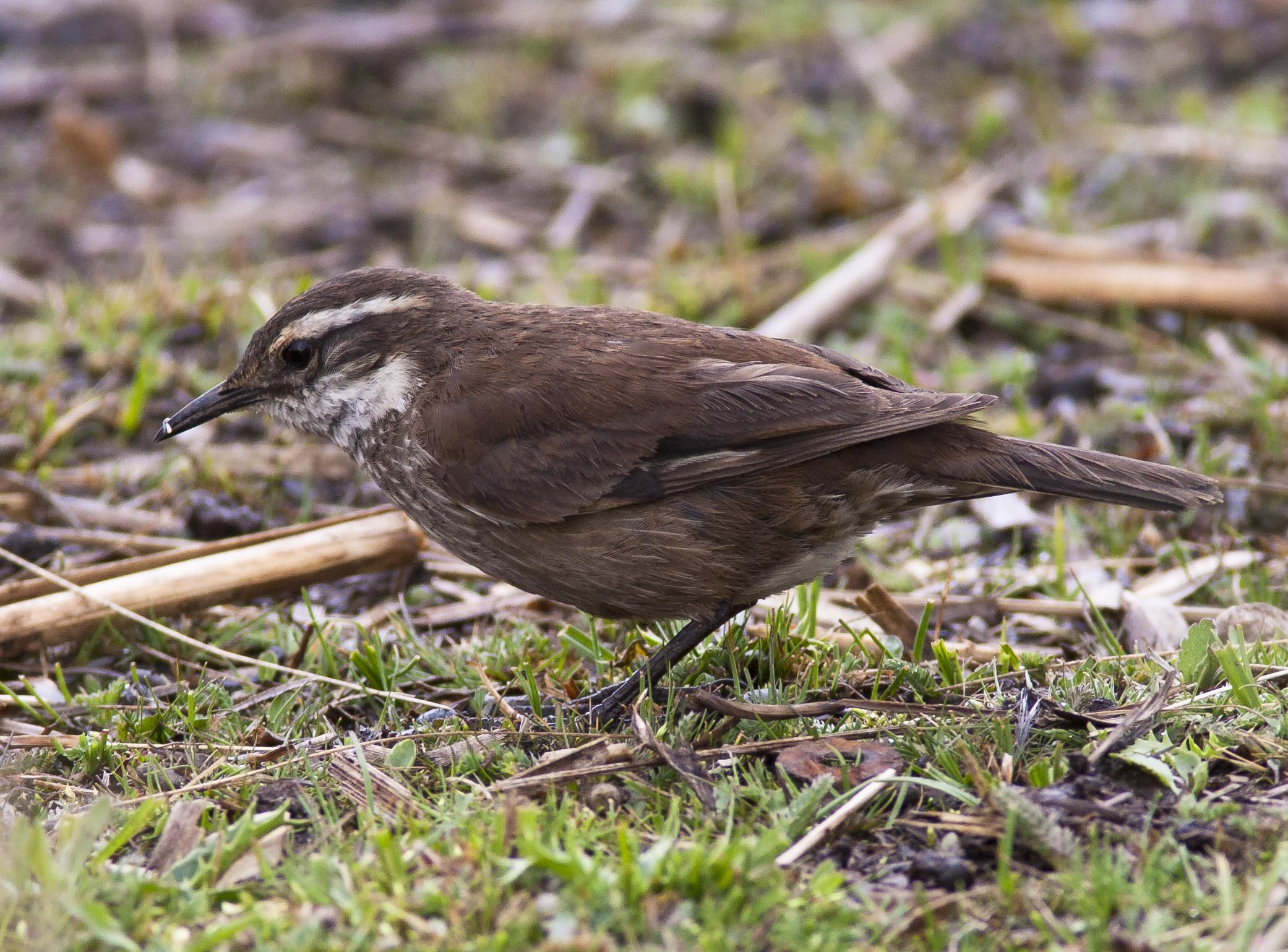
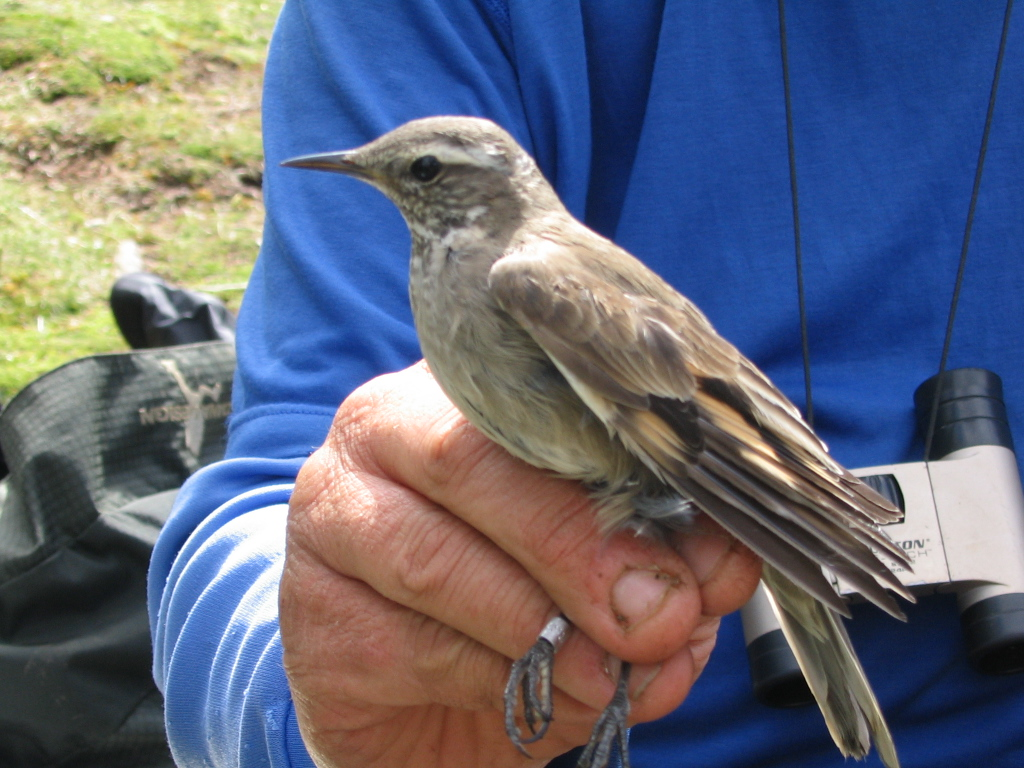